# Весть (литературный альманах)
Литературно-художественный альманах «Весть» (М.: Книжная палата, 1989), вышедший во время перестройки — первое в СССР бесцензурное издание, Редакционный Совет: В. Каверин (председатель), В. Быков, А. Давыдов (зам. председателя), Г. Ефремов (зам. председателя), Ф. Искандер, Э. Межелайтис, Б. Окуджава, Д. Самойлов, Д. Сухарев, Ю. Черниченко. Редакторы: Л. Гутман, Г. Евграфов, И. Калугин, И. Кутик.
Кроме безгонорарных публикаций произведений членов Редакционного Совета, в альманахе были опубликованы сочинения авторов, практически не печатавшихся в СССР по цензурным соображениям: Г. Айги, Е. Попова, А. Парщикова, Ю. Стефанова и других. В альманахе впервые в СССР была полностью опубликована поэма (в сборнике произведение обозначена как «повесть») В. В. Ерофеева «Москва — Петушки»

## Содержание альманаха
- «Истоки надежды». Беседа с Василем Быковым (вопросы В. В. Быкову задал Георгий Ефремов 14 января 1988 года)
- Вениамин Каверин «Из воспоминаний»
- Татьяна Врубель. Стихотворения
- Владимир Леонович. Стихотворения
- Булат Окуджава «Приключения секретного баптиста» (повесть)
- Игорь Калугин. Стихотворения
- Георгий Ефремов «Пир нищих» (поэма)
- Евгений Попов «Билли Бонс» (повесть)
- Лариса Миллер. Стихотворения
- Юрий Стефанов «Закудыкина гора» (рассказы)
- Давид Самойлов. Из поэму «Последние каникулы» (романтическая баллада)
- Нина Катерли «Старушка не спеша» (рассказ)
- Геннадий Айги. Стихотворения
- Александр Давыдов «Сто дней» (повесть)
- Эдуардас Межелайтис «Из окна моей лаборатории» (эссе)
- Галина Погожева. Стихотворения
- Виктор Коркия «Сорок сороков» (поэма)
- Яков Гордин. Два рассказа («Ночлег» и «Ночное погребение императора»)
- Геннадий Жуков. Стихотворения
- Александр Кушнер. Стихотворения
- Фазиль Искандер «Абхазские негры» (рассказ)
- Алексей Парщиков. Стихотворения
- Леон Гутман «Вздор» (комедия)
- Вадим Еремин. Стихотворения
- Дмитрий Сухарев. Из стихов о Б. А. Слуцком
- Анна Наль. Стихотворения
- Венедикт Ерофеев «Москва — Петушки» (повесть)